# Broken Bow (Nebraska)
Broken Bow település az Amerikai Egyesült Államok Nebraska államában, Custer megyében, melynek megyeszékhelye is. Lakosainak száma 3506 fő (2020. április 1.).

## Népesség
A település népességének változása:

| 2010 | 3 559 |
| 2020 | 3 506 |